# Markus Vetsch

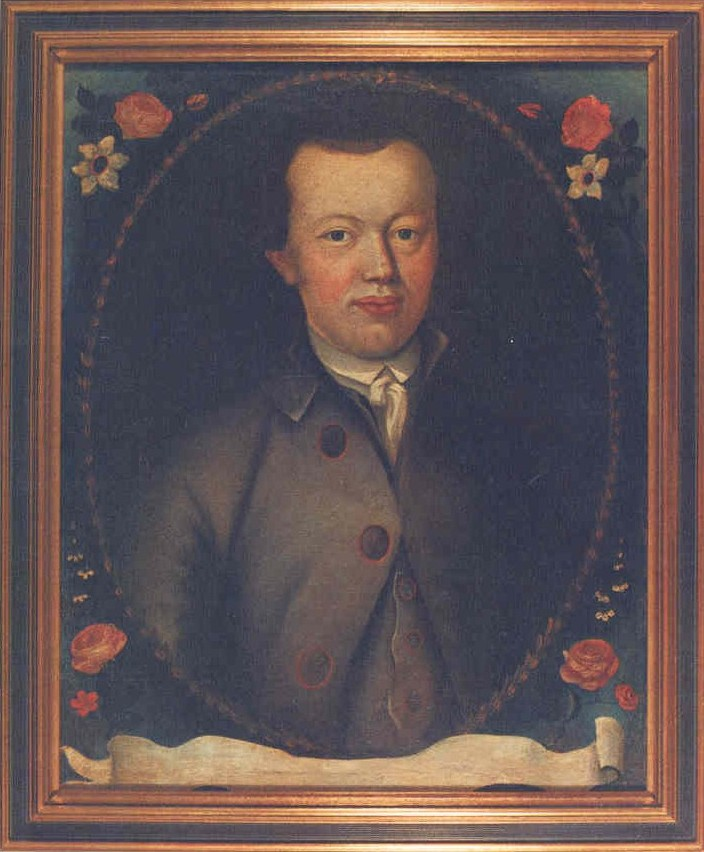
Markus Vetsch, Ölgemälde

Markus Vetsch (* 21. September 1759 in Grabs, getauft auf den Kurznamen Marx; † 19. Dezember 1813 in Grabs) war ein Werdenberger Freiheitskämpfer im Revolutionsjahr 1798 aus dem Kanton St. Gallen in der Schweiz.

## Biografie
Markus Vetsch (auch: Marcus Vetsch oder mit Kurzform des Vornamens: Marx Vetsch) übte in Grabs die Berufe Schneider, Arzt, Tierarzt und Agronom aus. Er war im Jahr der Französischen Revolution 1798 das Haupt der erfolgreichen Freiheitsbewegung in der Glarner Landvogtei Werdenberg. Vor seinem Haus in Grabs wurde im Frühling einer der zahlreichen Werdenberger Freiheitsbäume gepflanzt.
Der Volkstribun und Publizist bekleidete folgende öffentlichen Ämter: Richter, Landammann der 53 Tage währenden Republik Werdenberg (20. März bis 11. Mai 1798), Mitglied des helvetischen Grossen Rates, Mitglied der helvetischen Tagsatzung als Abgeordneter des Kantons Glarus (1801), Verwalter im Kanton Linth (1801 bis 1803), Friedensrichter, Kantonsrat und Schulratspräsident der Gemeinde Grabs. Auf Antrag von Heinrich Zschokke wurde Markus Vetsch am 4. März 1799 in die Literarische Gesellschaft des Kantons Luzern aufgenommen. Ab April 1799 gab er in Verbindung mit Senator Tobler in Zürich die Zeitung Vaterlandsfreund heraus. In enger Freundschaft stand Markus Vetsch auch zu Frédéric-César de La Harpe und Peter Ochs von Basel.

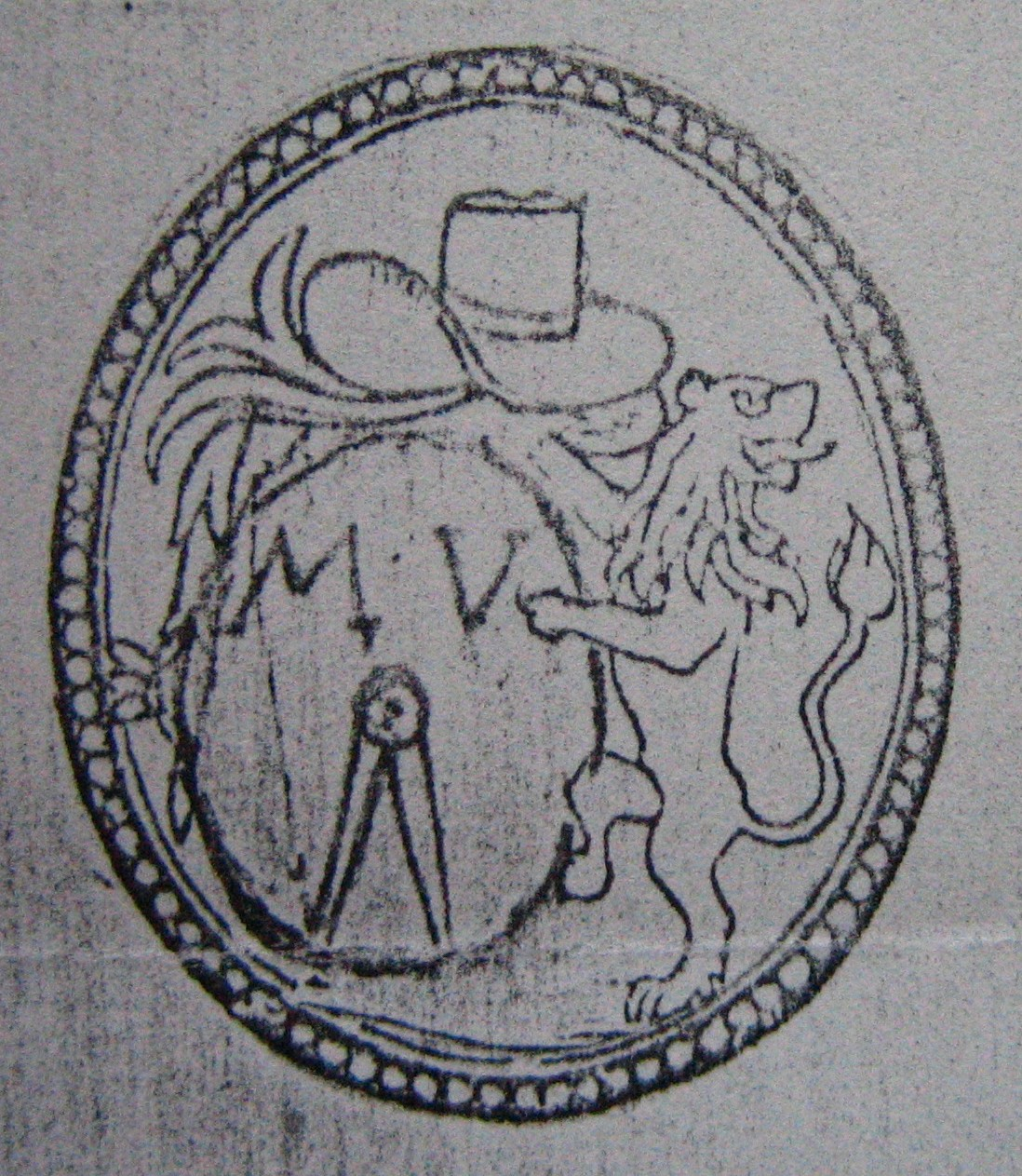
Skizze des Siegels von Markus Vetsch

Der religiöse Werdegang von Markus Vetsch nahm seinen Verlauf vom Pietismus über die Aufklärung zu einer liberalen Auffassung des Christentums. In Glaubensfragen pflegte er regen Gedankenaustausch mit dem evangelisch-reformierten Pfarrer Johann Konrad Schindler, 1740–1811, von Gretschins in Wartau.
Der Arzt Markus Vetsch führte einen Zirkel in seinem Siegel. Wie mündlich überliefert wird, galt dieser Zirkel damals als ein chirurgisches Instrument zur Operation des grauen Stars.